# Roberto III d'Alvernia
Roberto d'Alvernia (seconda metà dell'XI secolo – 1145) fu conte d'Alvernia dal 1136 fino alla sua morte.

## Origine
Figlio primogenito del Conte d'Alvernia e conte di Velay, Guglielmo VI e di Emma di Altavilla (1063 – 1119), la figlia del primo conte di Sicilia Ruggero il Normanno e della prima moglie Giuditta d'Evreux, ma, secondo lo storico, chierico, canonista e bibliotecario francese, Étienne Baluze, Emma di Altavilla (o di Sicilia) aveva sposato il conte di Chiaramonte e non il conte d'Alvernia, Guglielmo VI; infine, secondo le Europäische Stammtafeln, vol III, 732 (non consultate), la moglie di Guglielmo era Emma, figlia di Guglielmo d'Evreux, la zia materna di Emma di Altavilla, anche se la cosa è cronologicamente quasi impossibile.
Guglielmo VI era il figlio secondogenito, ma, secondo il Baluze, unico maschio del Conte d'Alvernia e conte di Gévaudan, Roberto II e di Giuditta di Melgueil (?- dopo il 30 aprile 1096), la figlia di Raimondo [I] Conte de Melgueil e di Beatrice di Poitiers, ma che, secondo il Baluze era la sorella di Raimondo [I] Conte de Melgueil e quindi era la figlia di Pierre, Conte de Melgueil e di Adelmodia.

## Biografia
Di Roberto si hanno scarse informazioni. Il Baluze lo cita nel Histoire généalogique de la maison d'Auvergne, tome 2 per una donazione, di cui non si conosce la data, della nonna, Giuditta di Melgueil, dopo la morte del marito Roberto II (1096), in quanto è associata nella donazione al figlio, Guglielmo VI coi nipoti, Roberto (III), Guglielmo (VIII) e la figlia Giuditta.
Alla morte del padre, Guglielmo VI, secondo il Baluze, Roberto, il primogenito, nel 1036, gli succedette a nel titolo di Conte d'Alvernia, Roberto III.
Roberto viene citato un'altra volta dal Baluze nel Histoire généalogique de la maison d'Auvergne, tome 2 ancora per una donazione, di cui non si conosce la data esatta, da lui fatta, congiuntamente al fratello, Guglielmo (VIII) ed al figlio, anche lui di nome Guglielmo (VII), al monastero di Sauxillanges, in suffragio delle anime dei genitori, il padre, Guglielmo VI e la madre (Emma).
Roberto III morì nel 1145, come ci conferma il Beluze nel Histoire généalogique de la maison d'Auvergne, tome 1 dove ci ricorda che il suo successore, il figlio, Guglielmo, in quell'anno, risultava conte d'Alvernia.

## Matrimonio e discendenza
Roberto aveva sposato una donna di cui non si conosce il nome, ed il Baluze contesta coloro che sostengono che la moglie fosse Beatrice, la figlia del conte d'Albon, Ghigo III. Roberto dalla moglie ebbe un solo figlio:
- Guglielmo[10] (? - 1169), conte d'Alvernia[11].

## Ascendenza
|                         |                       |                        | Genitori               |  |  | Nonni |  |  | Bisnonni               |  |  | Trisnonni            |  |
|                         |                       |                        |                        |  |  |       |  |  | Guglielmo V d'Alvernia |  |  | Roberto I d'Alvernia |  |
|                         |                       |                        |                        |  |  |       |  |  | Guglielmo V d'Alvernia |  |  | Roberto I d'Alvernia |  |
|                         |                       | Ermengarda d'Avignone  |                        |  |  |       |  |  | Guglielmo V d'Alvernia |  |  |                      |  |
| Roberto II d'Alvernia   |                       |                        |                        |  |  |       |  |  | Guglielmo V d'Alvernia |  |  |                      |  |
|                         |                       | Filippa di Gévaudan    | Stefano di Gévaudan    |  |  |       |  |  |                        |  |  |                      |  |
|                         |                       | Filippa di Gévaudan    | Stefano di Gévaudan    |  |  |       |  |  |                        |  |  |                      |  |
|                         |                       | Filippa di Gévaudan    | …                      |  |  |       |  |  |                        |  |  |                      |  |
| Guglielmo VI d'Alvernia |                       | Filippa di Gévaudan    |                        |  |  |       |  |  |                        |  |  |                      |  |
|                         |                       | Raimondo I di Melgueil | …                      |  |  |       |  |  |                        |  |  |                      |  |
|                         |                       | Raimondo I di Melgueil | …                      |  |  |       |  |  |                        |  |  |                      |  |
|                         |                       | Raimondo I di Melgueil | …                      |  |  |       |  |  |                        |  |  |                      |  |
| Giuditta di Melgueil    |                       | Raimondo I di Melgueil |                        |  |  |       |  |  |                        |  |  |                      |  |
|                         |                       | Beatrice di Poitiers   | …                      |  |  |       |  |  |                        |  |  |                      |  |
|                         |                       | Beatrice di Poitiers   | …                      |  |  |       |  |  |                        |  |  |                      |  |
|                         |                       | Beatrice di Poitiers   | …                      |  |  |       |  |  |                        |  |  |                      |  |
| Roberto III d'Alvernia  |                       | Beatrice di Poitiers   |                        |  |  |       |  |  |                        |  |  |                      |  |
|                         | Ruggero II di Sicilia | Ruggero I di Sicilia   |                        |  |  |       |  |  |                        |  |  |                      |  |
|                         | Ruggero II di Sicilia | Ruggero I di Sicilia   |                        |  |  |       |  |  |                        |  |  |                      |  |
|                         | Ruggero II di Sicilia | Adelasia del Vasto     |                        |  |  |       |  |  |                        |  |  |                      |  |
| Guglielmo I di Sicilia  | Ruggero II di Sicilia |                        |                        |  |  |       |  |  |                        |  |  |                      |  |
|                         |                       | Elvira di Castiglia    | Alfonso VI di León     |  |  |       |  |  |                        |  |  |                      |  |
|                         |                       | Elvira di Castiglia    | Alfonso VI di León     |  |  |       |  |  |                        |  |  |                      |  |
|                         |                       | Elvira di Castiglia    | Zaida di Siviglia      |  |  |       |  |  |                        |  |  |                      |  |
| Emma d'Altavilla        |                       | Elvira di Castiglia    |                        |  |  |       |  |  |                        |  |  |                      |  |
|                         |                       | Guglielmo d'Evreux     | Riccardo d'Évreux      |  |  |       |  |  |                        |  |  |                      |  |
|                         |                       | Guglielmo d'Evreux     | Riccardo d'Évreux      |  |  |       |  |  |                        |  |  |                      |  |
|                         |                       | Guglielmo d'Evreux     | Codechilde di Conches  |  |  |       |  |  |                        |  |  |                      |  |
| Giuditta d'Evreux       |                       | Guglielmo d'Evreux     |                        |  |  |       |  |  |                        |  |  |                      |  |
|                         |                       | Helvisa di Nevers      | Guglielmo di Nevers    |  |  |       |  |  |                        |  |  |                      |  |
|                         |                       | Helvisa di Nevers      | Guglielmo di Nevers    |  |  |       |  |  |                        |  |  |                      |  |
|                         |                       | Helvisa di Nevers      | Ermengarda di Tonnerre |  |  |       |  |  |                        |  |  |                      |  |
|                         |                       | Helvisa di Nevers      |                        |  |  |       |  |  |                        |  |  |                      |  |

### Fonti primarie
- (LA)  Baluze, Histoire généalogique de la maison d'Auvergne, tome 2.

### Letteratura storiografica
- Louis Alphen, La Francia Luigi VI e Luigi VII (1108-1180), in «Storia del mondo medievale», vol. V, 1980, pp. 770–806
- (FR)  Baluze, Histoire généalogique de la maison d'Auvergne, tome 1 .